# Federazione calcistica della Bolivia
La Federazione calcistica della Bolivia (spa. Federación Boliviana de Fútbol, acronimo FBF) è l'ente che governa il calcio in Bolivia.
Fondata nel 1925, si affiliò alla FIFA nel 1926 e al CONMEBOL lo stesso anno. Ha sede a Cochabamba e controlla il campionato nazionale e la Nazionale del paese.